# Mykola Butsenko
Mykola Butsenko est un boxeur amateur ukrainien né le 25 juin 1991. 

## Carrière
Mykola Butsenko évolue dans la catégorie des poids coqs.
En quarts de finale des championnats du monde de boxe amateur 2013, il a vaincu le turc Selçuk Eker et remporté la  médaille de bronze. La même année, Butsenko termine second des championnats d'Europe à Minsk. Il est médaillé d'argent des championnats d'Europe à Kharkiv en 2017.
Il remporte la médaille d'argent des Jeux européens de 2019.